# Háj ve Slezsku
Háj ve Slezsku (în germană Freiheitsau) este o localitate între Opava și Ostrava, cele două orașe mari din regiunea Moravia-Silezia, Republica Cehă. Are 3.317 de cetățeni: 1.704 de femei; 1.613 de bărbați. Orașul are 972 gospodării. 

## Istorie
Satul a fost construit în jurul anului 1880 în registrul funciar al orașului Chabičov și a fost considerat partea sa administrativă până în anul 1922. Prin unirea orașului Chabičov cu un alt oraș numit Smolkov, Háj ve Slezsku a devenit oficial un oraș independent, iar cele patru orașe au devenit părți administrative. Jilešovice și Lhota u Opavy au fost conectate în 1976 și respectiv 1979. 

## Trivia
- Locul nașterii lui Vladislav Vančura - un renumit scriitor ceh.
- De mai mulți ani, orașul și-a sărbătorit cetățenii și oamenii din zonele înconjurătoare într-un festival anual numit Rozmarné léto, după cel mai cunoscut roman al lui Vančura.

## Galerie

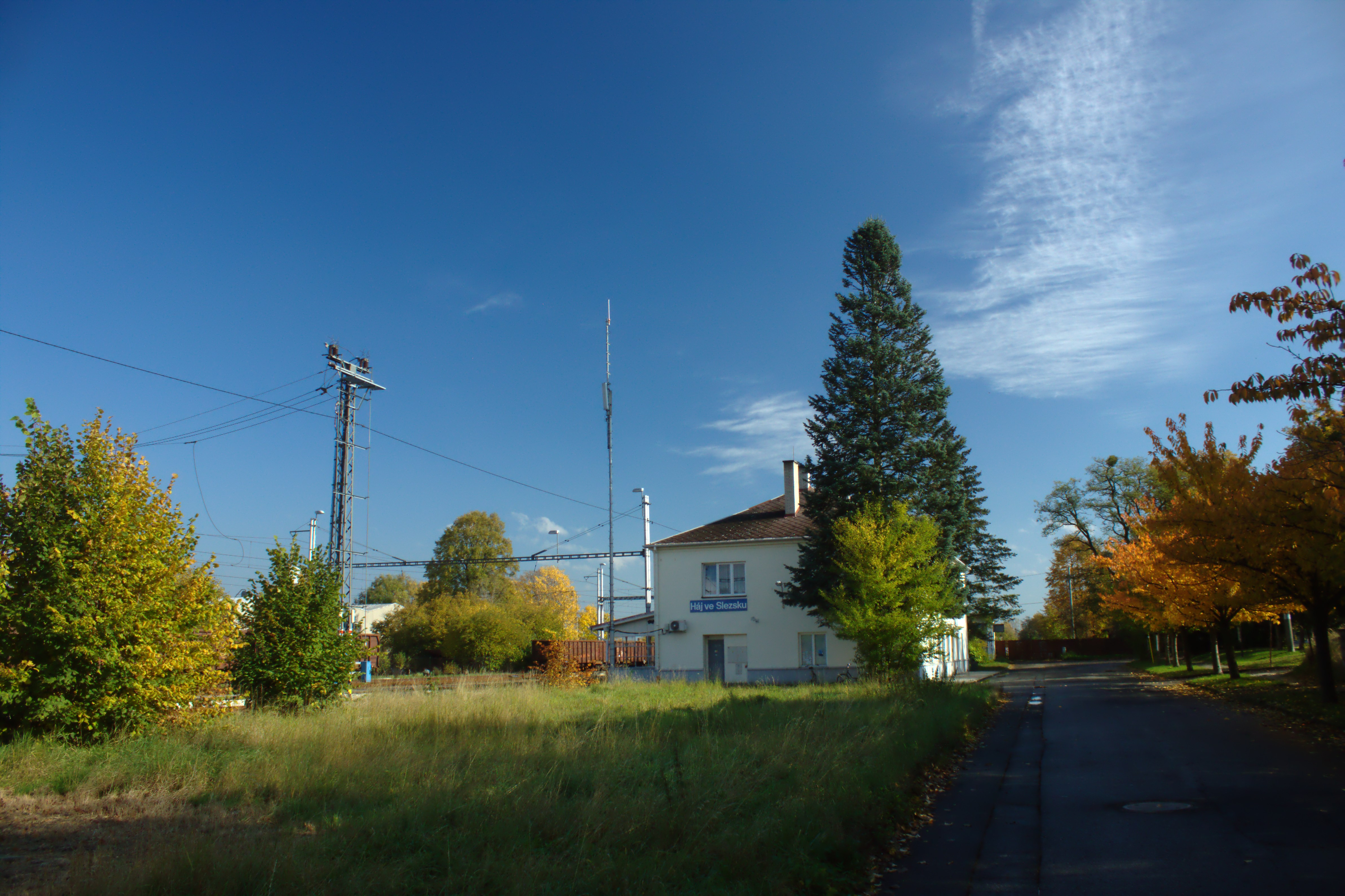
Casa unei stații de tren
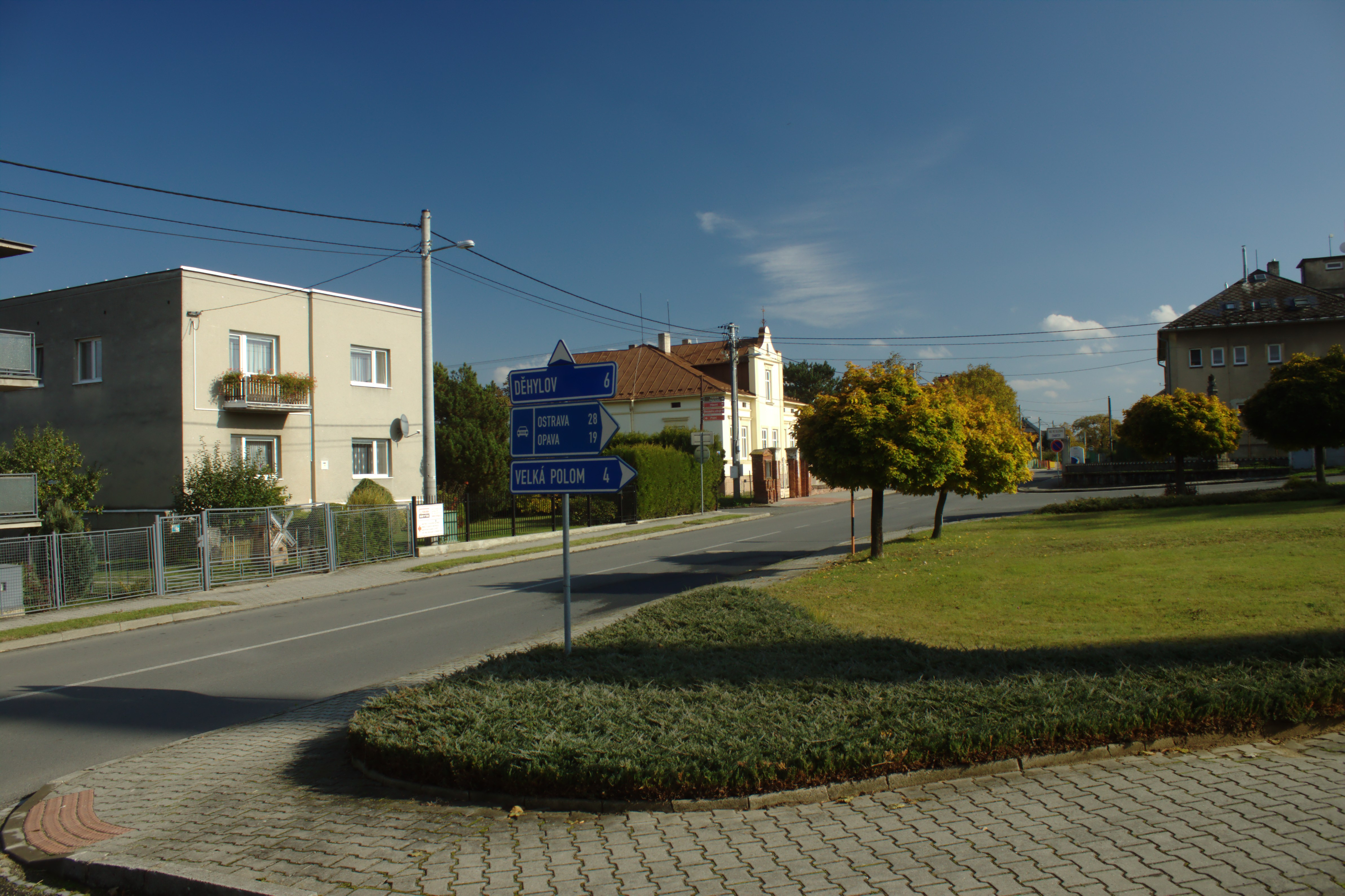
Crossroads
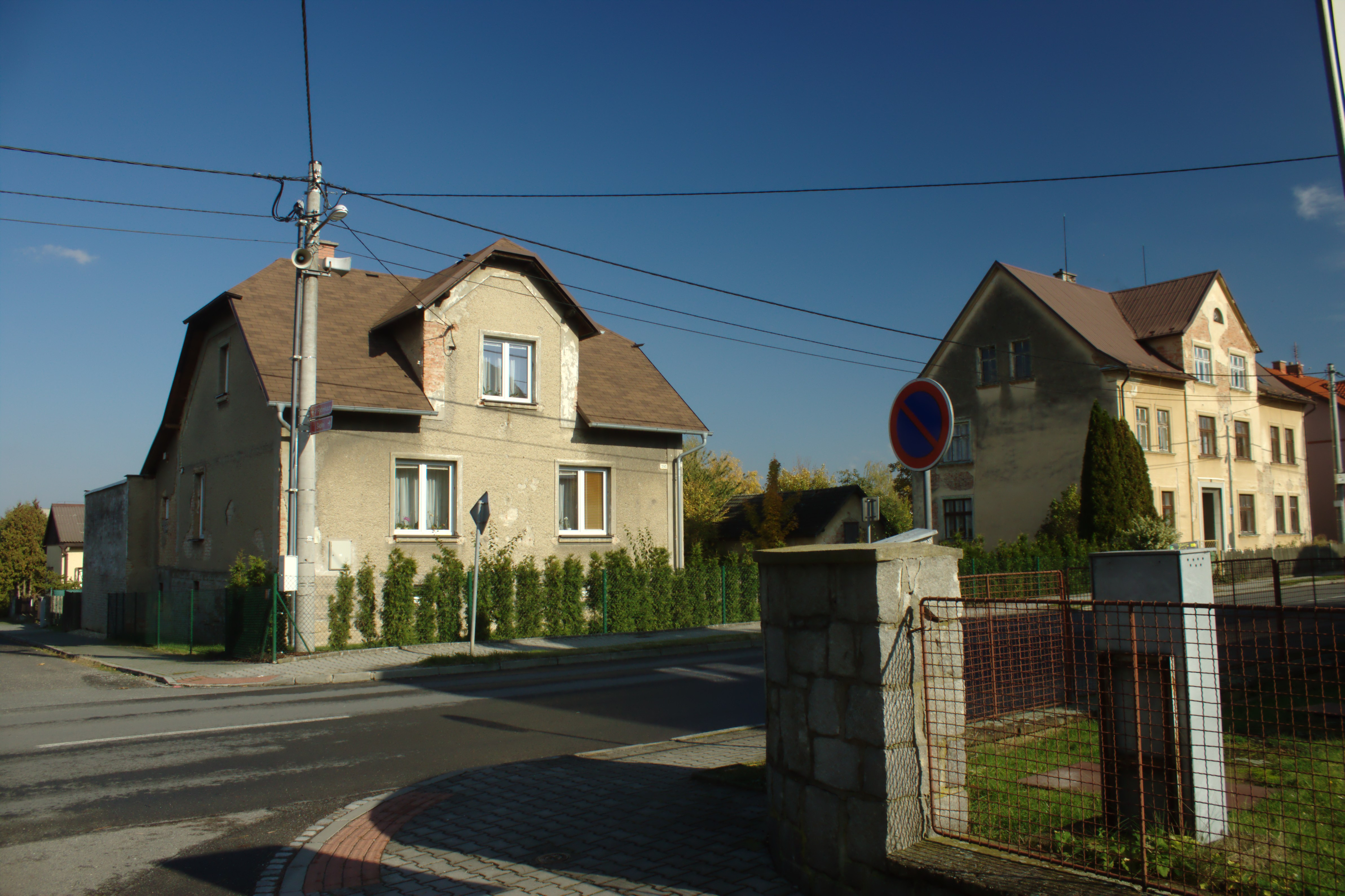
House on the crossroads